# مونیکا کشیفکوفسکا
مونیکا کشیفکوفسکا (لهستانی: Monika Krzywkowska؛ زادهٔ ۲۳ فوریه ۱۹۷۳) بازیگر اهل لهستان است.
از فیلم‌ها یا مجموعه‌های تلویزیونی که وی در آن‌ها نقش داشته‌است، می‌توان به همه دوستان من مرده‌اند، آب‌شدگی، خودِ زندگی، نشانه‌گذاری‌شده، ۳۹ و نیم، در خوشی و سختی، عشق اول، پزشکان، قانون حقیقی، پدر متیو، هتل ۵۲، دهن‌به‌دهن، تیم، ع چون عشق، طایفه، زنی که رؤیای مردی را داشت، مکمل، زندگی به مثابه بیماری آمیزشی مرگبار و پان تادئوش اشاره نمود.